# Idiacanthus antrostomus
Idiacanthus antrostomus es una especie de pez de la familia Stomiidae en el orden de los Stomiiformes.

## Morfología
Los machos pueden llegar alcanzar los 7,6 cm de longitud total.
- Presenta dimorfismo sexual.[3]

## Reproducción
Es ovíparo con larvas y huevos planctónicos.

## Alimentación
Come pececitos, Albulidae (peces hueso) y crustáceos.

## Hábitat
Es un pez de mar, de aguas profundas que vive desde 4000 a 5000 m de profundidad.

## Distribución geográfica
Se encuentra en el Pacífico oriental.